# Trasfusione
La trasfusione è la trasmissione di sangue od emocomponenti da un organismo, detto donatore, ad un altro che lo riceve. Sotto certi aspetti può essere considerata come un trapianto e come tale può dare fenomeni gravi di incompatibilità conosciuti come reazioni trasfusionali. Deve essere considerata una terapia atta a sostituire il sangue perduto (in toto o in alcune sue componenti) in attesa che venga risolta la situazione patologica che ha portato alla perdita.
Il donatore può essere della stessa specie del ricevente (trasfusione omologa) o di specie diversa (trasfusione eterologa).
Se invece il donatore ed il ricevente sono lo stesso soggetto, cioè se il sangue viene prelevato e reinfuso nella stessa persona, si parla di autotrasfusione (trasfusione autologa).

## Storia

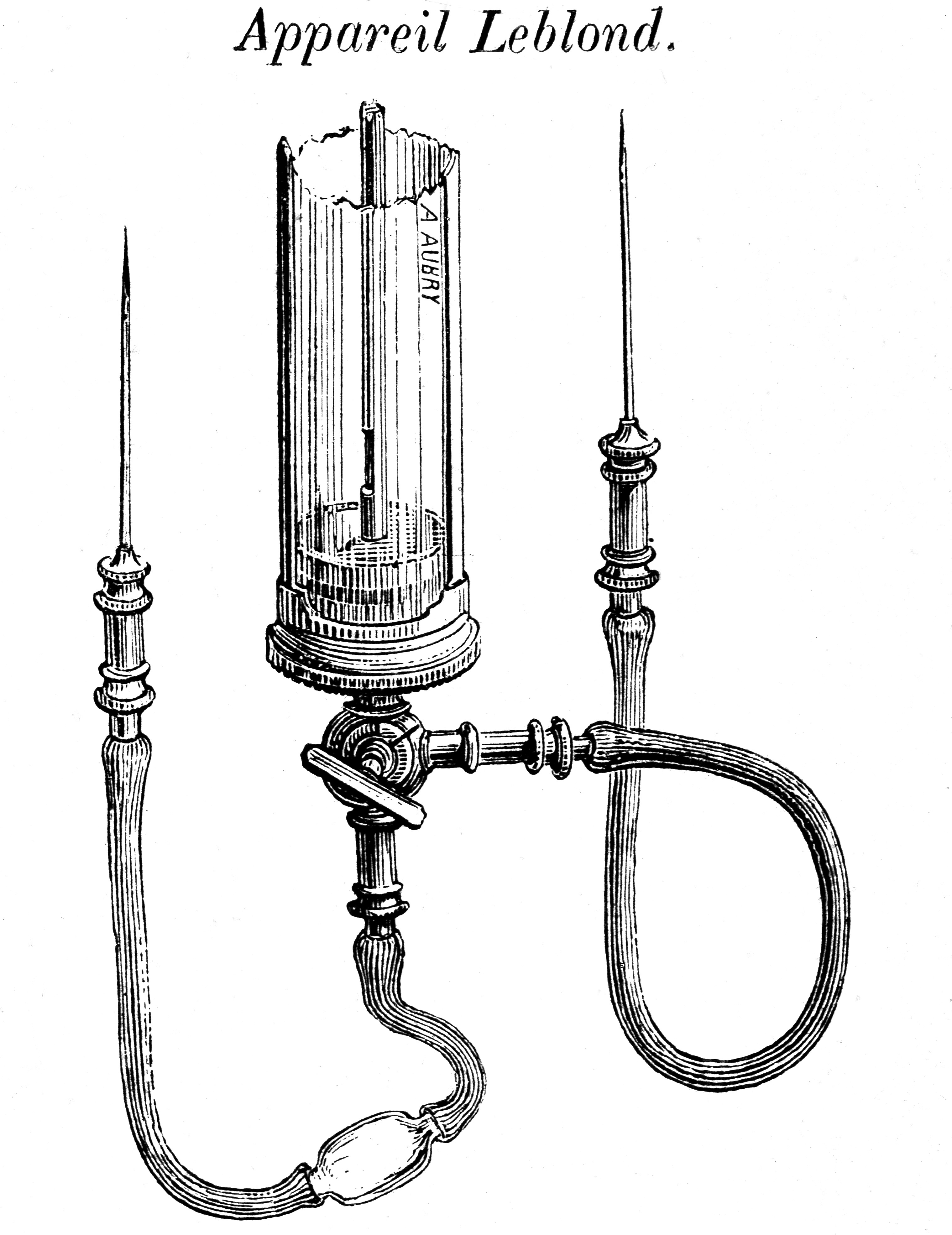
Apparecchio per la trasfusione del XIX secolo

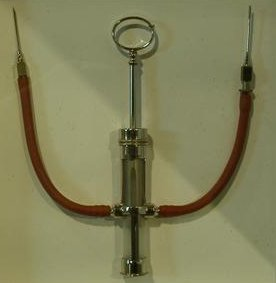
Apparecchio usato durante la seconda guerra mondiale per effettuare la trasfusione.

Non vi sono notizie certe sulla pratica della trasfusione nell'antichità. In alcune opere mediche e letterarie si fa riferimento all'utilizzo del sangue, soprattutto per donare forza, bellezza o giovinezza, ma ipotizzare che ciò avvenisse in senso trasfusionale appare una forzatura. Sembra più probabile che la somministrazione fosse piuttosto per via orale, come pratica magica, comune a molti popoli e a molte epoche, ancor prima che medica. In senso terapeutico Celso, pur avendo qualche dubbio, ricordava come fosse possibile curare l'epilessia bevendo il sangue del gladiatore appena sgozzato, e come medicina il sangue, dopo che era stato prelevato ad alcuni giovani, fu somministrato da un medico ebreo al pontefice Innocenzo VIII morente, per ridargli vigore.
Sembra che le popolazioni sudamericane precolombiane eseguissero con successo trasfusioni, inconsapevolmente favorite dall'esistenza del solo gruppo 0.
La prima notizia certa di una trasfusione come noi la intendiamo risale al 1667 quando il medico di Luigi XIV Jean-Baptiste Denys trasfonde sangue di agnello in un giovane, malato sembra di tifo. Il paziente comunque morirà e J.B.Denis sarà accusato di omicidio. La pratica però comincia a diffondersi anche se con risultati tanto negativi (si utilizza principalmente sangue animale) da venire immediatamente abbandonata. Nel 1679 a Roma il governo pontificio ne proibisce la pratica.
Bisogna aspettare il 1818 quando James Blundell, un ostetrico inglese, ricorre con successo ad una trasfusione in un caso di emorragia post partum utilizzando il sangue del marito della paziente. Negli anni successivi praticherà una decina di altre trasfusioni, sempre con sangue umano, ottenendo nella metà dei casi esito favorevole. Ormai si è capito che usando il sangue umano i rischi sono minori, anche se rimangono altissime le possibilità di reazioni anche mortali. Lo stesso William Stewart Halsted, che ha legato il suo nome all'intervento di mastectomia radicale, salvò la vita della sorella trasfondendole direttamente il proprio sangue; era il 1881.
Peraltro l'austriaco Karl Landsteiner nel 1901 era riuscito a determinare con i suoi studi che il sangue poteva appartenere a gruppi specifici (A, B, AB, 0) e per questa importante scoperta ha ricevuto nel 1930 il premio Nobel per la medicina. Alla fine degli anni trenta, insieme a Alexander S. Wiener, avrebbe poi scoperto il fattore Rh.
Soltanto nel 1913 un medico tedesco trasferitosi in America, Richard Lewisohn, scoprirà il metodo per conservare il sangue evitandone la coagulazione e raffreddandolo. Ciò ne consentirà un utilizzo differito nel corso delle due guerre mondiali sfruttando anche la creazione di speciali banche del sangue.
Le temibili reazioni immunitarie sembravano scongiurate o lo sviluppo della pratica trasfusionale sembrava non avesse più ostacoli, ma proprio con la sua grande diffusione cominciarono a rendersi manifesti dei dati allarmanti: l'alta percentuale di gravi malattie infettive nei soggetti trasfusi (dall'epatite B e C all'AIDS). Ciò avrebbe portato ad ulteriori controlli sul sangue del donatore in modo da evitare anche questo tipo di rischio.

## Tipi di trasfusione
Il sangue è una sostanza complessa, composta da elementi cellulari e da plasma, a sua volta contenente proteine, in cui ogni elemento costitutivo ha una sua specifica funzione; grazie ai progressi fatti in campo emotrasfusionale, oggi è possibile trasfondere sia il sangue intero sia i suoi costituenti separati.
Il sangue intero fresco non ha indicazioni specifiche tranne che in casi di emorragie complicate da coagulopatia da consumo in cui può dare qualche risultato positivo; quello conservato viene adoperato nelle emorragie gravi o nelle exanguinotrasfusioni.
All'atto del prelievo il sangue intero, dopo l'aggiunta di una sostanza anticoagulante e conservante (citrato di sodio), viene sottoposto ad un procedimento che consente di ottenere separatamente i suoi componenti ed i suoi derivati che saranno utilizzati per scopi diversi. È possibile ottenere:
- Globuli rossi concentrati: per le emorragie importanti e per l'anemia grave.
- Concentrato piastrinico: indicato in casi di piastrinopenie gravi.
- Plasma (conservato o fresco): utile nelle emorragie caratterizzate da perdita di fattori della coagulazione, coagulopatie, coagulazione intravascolare disseminata (CID) o in caso di perdite plasmatiche (ustioni, occlusione intestinale grave).

## Autotrasfusione
L'autotrasfusione è un sistema ricorrente nella pratica medica che consiste nel prelevare una quantità di sangue ad un paziente e conservarlo per far sì che questo possa essere iniettato al paziente senza dover cercare un donatore compatibile in caso di necessità.
Le autotrasfusioni sono considerate come doping se fatte al fine di aumentare il conto degli eritrociti con conseguente miglioramento della capacità di ossigenazione dei tessuti. Dalla fine degli anni settanta sono state classificate come doping da tutte le federazioni di qualsiasi sport.

## Indicazioni alla trasfusione

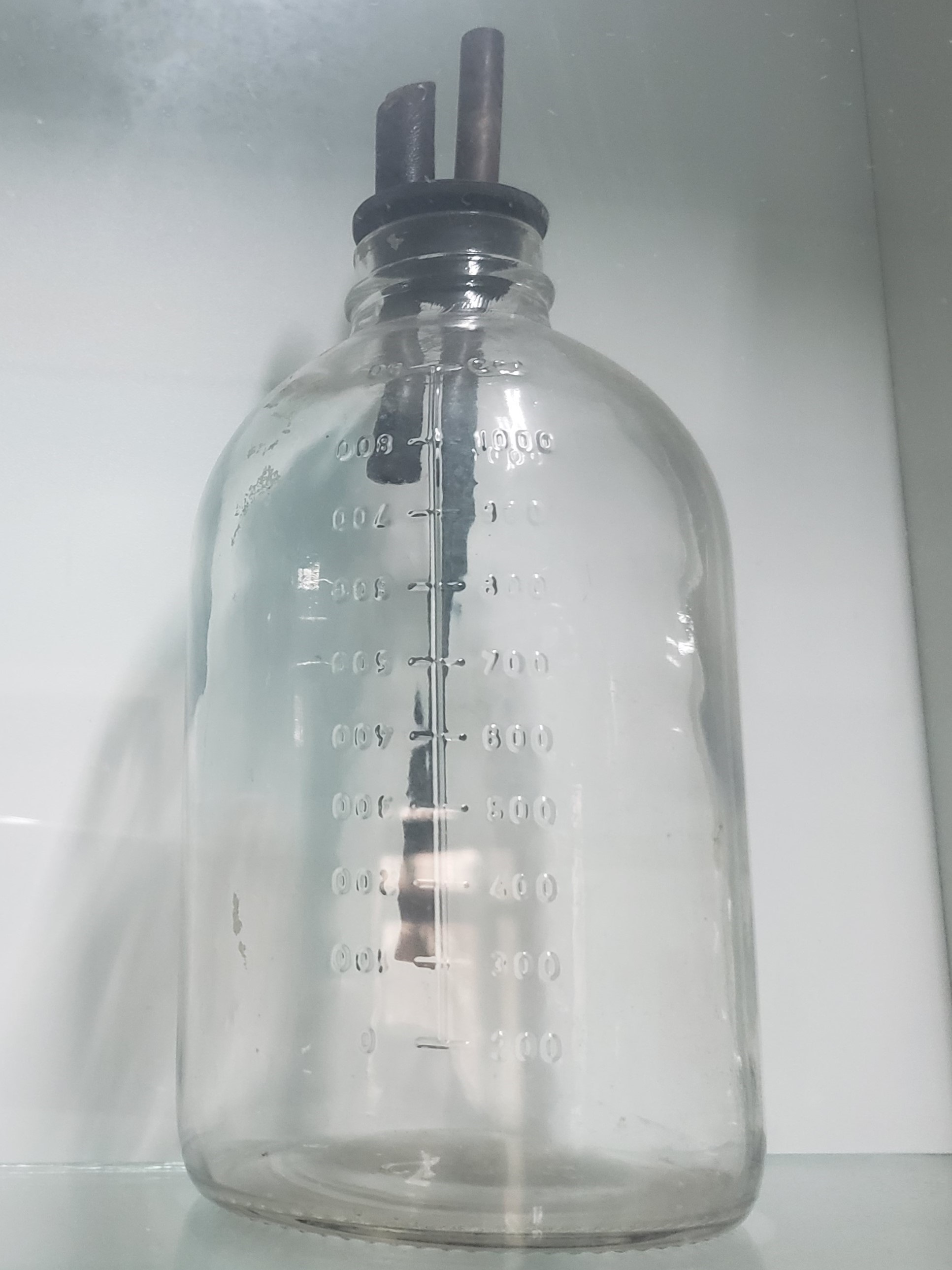
Vaso di vetro utilizzato in passato per trasfusioni.

La reintegrazione della massa ematica in toto o di alcuni suoi componenti (globuli rossi, piastrine, plasma) è utile, anzi indispensabile in molte condizioni patologiche e chirurgiche. Tuttavia il fatto che ogni trasfusione può comportare dei rischi impone molta oculatezza nel praticarla. La decisione va presa dopo monitoraggio di alcuni parametri che consentono di valutare l'entità e la tipologia della perdita e di stabilire il tipo di sostanza da trasfondere (sangue intero, plasma, concentrati di piastrine, globuli rossi, ecc.). I parametri da controllare sono:
- entità della volemia (quantità di sangue presente in un organismo)
- valori dell'ematocrito
- valori dell'emoglobina
- valori dei fattori della coagulazione
- numero di piastrine circolanti

Le indicazioni alla trasfusione di sangue o suoi componenti sono:
- Malattie genetiche come la talassemia o l'emofilia. La maggioranza delle trasfusioni è fatta per curare pazienti affetti da queste patologie.
- Emorragie acute da trauma.
- Emorragie non traumatiche (leucemie, linfomi, neoplasie, emofilia, sanguinamenti del tratto digerente ecc.)
- Interventi chirurgici maggiori (o emorragie casuali o iatrogene in quelli minori), trapianti d'organo
- Avvelenamenti.
- Ustioni.
- Carenze di componenti del plasma (albumina, fibrinogeno, fattori della coagulazione o altri fattori plasmatici).
- Complicazioni ostetriche (coagulazione intravascolare disseminata, placenta previa).

## Tipizzazione, prove di compatibilità e complicanze
Considerate le gravi conseguenze che derivano da trasfusioni non compatibili, esiste una normativa di legge che disciplina le procedure (dette di Type & Screen, tipizzazione e screening anticorpale) da seguire e che prevedono:
- la determinazione o conferma del gruppo sanguigno e del tipo Rh del donatore e del ricevente
- la ricerca degli anticorpi irregolari (Test di Coombs) nel donatore
- test per svelare la presenza di alcune malattie infettive, tra cui sifilide, epatite B, e Virus del Nilo occidentale nel donatore.
- le prove di compatibilità maggiore (cross-match) in cui il siero del paziente viene testato con i globuli rossi del donatore, per stabilire l'assenza di reazioni di tipo anticorpale.

Di regola il paziente va trasfuso con globuli rossi appartenenti al medesimo gruppo. In urgenza, quando il tipo AB0 è sconosciuto, si possono trasfondere globuli rossi di tipo 0.
Le complicanze possibili, conseguenti ad una trafusione, possono essere:
- di tipo immunitario: legate ad incompatibilità possono dare quadri clinici caratterizzati da brividi e febbre o da fenomeni allergici di vario grado fino allo shock anafilattico. Possibili anche gravi reazioni emolitiche con distruzione dei globuli rossi del donatore aggrediti dagli anticorpi del ricevente per incompatibilità AB0, Rh ecc. o più raramente con distruzione degli eritrociti del ricevente (quando essendo di gruppo A o B è stato trasfuso con grosse quantità di sangue 0 contenente anticorpi anti A ed antiB). Le reazioni emolitiche sono caratterizzate da sintomi vari: nausea, vomito, dolori lombari, ittero, fino ad arrivare a quadri gravi di insufficienza renale e shock.
- di tipo non immunitario: legate ad infezione del materiale d'uso ma soprattutto alle infezioni presenti nel sangue trasfuso. La maggior parte di queste infezioni è rappresentata dalla epatite C e più raramente da quella B, dall'HIV, dalla toxoplasmosi. Nei soggetti che devono periodicamente assumere sangue intere (es. persone ammalate di anemia mediterranea) si può avere intossicazione cronica da ferro.

## Critiche e scandali
Le procedure trasfusionali sono state oggetto di critiche in quanto a volte vi sono state mancanze di controlli da parte di case farmaceutiche che hanno immesso nel mercato sangue intero o emoderivati che sapevano essere infetti da HIV ed epatite C